# Django Wagner
Django Wagner (Amsterdam, 26 oktober 1970) is een Nederlandse zanger van Sinti afkomst.

## Biografie
Django Wagner werd geboren op een woonwagenkamp en groeide op in een muzikale Sinti familie. Hij is viertalig (Nederlands, Engels, Duits en Sinti-Romanes) en spreekt voornamelijk Nederlands. Wagner woont sinds 1981 in het Brabantse dorp Nuenen. Naast zijn solocarrière is Wagner sinds 2017 onderdeel van de zangformatie Echte Vrienden.

## Carrière
Het eerste album van Wagner is uitgebracht bij Discount Music getiteld Teddy Bear. Kali werd als single uitgebracht bij Berk Music. Voor deze single werd een samenwerking aangegaan met het Rosenberg Trio. Eind 2009 verscheen het debuutalbum van Django Wagner met als titel Kali. Dit album bevat de gelijknamige single, Mooie Blauwe Ogen, Maar Toch Blijf Jij Me Trouw, Ik Geniet Zo Van Het Leven  en Mijn Naam Dat Is Marina, dat een plaats verwierf in de Nederlandse Single Top 100. In april 2011 verscheen zijn tweede album, met als titel Mijn Gevoel.
In februari 2013 won hij de Gulden Vedel vanwege zijn populariteit bij het dansschoolpubliek en zijn vele dansbare hits.
In maart 2015 ontving hij een Edison in de categorie volksmuziek.
3Man Sterk was een televisieprogramma van de AVROTROS met de zangers Django Wagner, Frans Duijts en Peter Beense als hoofdpersonen. Het programma werd voor het eerst uitgezonden op 24 maart 2017. De drie volkszangers draaiden wekelijks een dag mee bij een bedrijf dat op zoek is naar werknemers. Het zijn plekken die totaal verschillen van hun dagelijks leven. Van tevoren wisten de drie heren niet waar ze heen gingen. De reacties op deze formatie waren erg positief, waardoor de drie heren een paar maanden later definitief aan een zangformatie begonnen, onder de naam Echte Vrienden.
In november 2022 was Wagner gastartiest tijdens de concerten van De Toppers in de Johan Cruijff ArenA.
In 2023 was Wagner te zien als secret singer in het televisieprogramma Secret Duets. In datzelfde jaar was Wagner te zien in het televisieprogramma DNA Singers, waarin hij samen met zijn neef Rudy zong. In 2025 was Wagner gastartiest in het televisieprogramma Het Holland Huis.

## Trivia
Op 10 april 2015 was hij een van de genodigden bij de tweejaarlijkse uitblinkerslunch bij koning Willem-Alexander en koningin Máxima op Paleis Noordeinde.

## Discografie

### Albums
| Album met eventuele hitnotering(en) in de Nederlandse Album Top 100 | Datum van verschijnen | Datum van binnenkomst | Hoogste positie | Aantal weken | Opmerkingen                                         |
| ------------------------------------------------------------------- | --------------------- | --------------------- | --------------- | ------------ | --------------------------------------------------- |
| Kali                                                                | 13-11-2009            | 28-11-2009            | 28              | 53           | Goud                                                |
| Mijn gevoel                                                         | 14-04-2011            | 23-04-2011            | 7               | 48           | Goud                                                |
| Als de nacht..                                                      | 05-10-2012            | 13-10-2012            | 3               | 54           | Goud                                                |
| Samen...                                                            | 2014                  | 31-05-2014            | 2               | 25           |                                                     |
| Samen... - Live in concert                                          | 2014                  | 29-11-2014            | 2               | 12*          | CD & DVD                                            |
| Mijn muziek, mijn passie                                            | 2015                  | 08-05-2015            | 1               | 24           |                                                     |
| Emoties                                                             | 26-08-2016            |                       |                 |              | CD & DVD                                            |
| Muziek is ons leven                                                 | 2017                  | -                     |                 |              | met Peter Beense en Frans Duijts als Echte Vrienden |
| Kerst met Django Wagner                                             | 2018                  |                       |                 |              |                                                     |
| 10 jaar - Het beste van                                             | 2019                  |                       |                 |              |                                                     |
| Heerlijk zwoele nacht                                               | 2021                  |                       |                 |              |                                                     |

### Singles
| Single met eventuele hitnotering(en) in de Nederlandse Top 40 | Datum van verschijnen | Datum van binnenkomst | Hoogste positie | Aantal weken | Opmerkingen |
| ------------------------------------------------------------- | --------------------- | --------------------- | --------------- | ------------ | --- |
| Kali                                                          | 2009                  | -                     |                 |              | met The Rosenberg Trio / Nr. 17 in de Single Top 100                                                                 |
| Mooie blauwe ogen                                             | 2009                  | -                     |                 |              | Nr. 9 in de Single Top 100                                                                                           |
| Mijn naam dat is Marina                                       | 2010                  | -                     |                 |              | Nr. 5 in de Single Top 100                                                                                           |
| Maar toch blijf jij me trouw                                  | 2010                  | -                     |                 |              | Nr. 16 in de Single Top 100                                                                                          |
| Ik geniet zo van het leven                                    | 2010                  | -                     |                 |              | Nr. 23 in de Single Top 100                                                                                          |
| Ik kom naar huis (met Kerstmis)                               | 2010                  | -                     |                 |              | Nr. 15 in de Single Top 100                                                                                          |
| Die mooie ogen (hebben mij bedrogen)                          | 2011                  | -                     |                 |              | Nr. 15 in de Single Top 100                                                                                          |
| Zwarte haren, zwoele gitaren                                  | 2011                  | -                     |                 |              | Nr. 5 in de Single Top 100                                                                                           |
| Eenzaam alleen en verloren                                    | 2011                  | -                     |                 |              | Nr. 20 in de Single Top 100                                                                                          |
| Onze kracht                                                   | 2011                  | -                     |                 |              | Als onderdeel van Hollandse Kerst Sterren / Benefietsingle voor "Doe een wens stichting" Nr. 54 in de Single Top 100 |
| In ons café                                                   | 2012                  | -                     |                 |              | met Frans Duijts / Nr. 29 in de Single Top 100                                                                       |
| Als jij niet kiezen kan                                       | 2012                  | -                     |                 |              | Nr. 10 in de Single Top 100                                                                                          |
| Die ene mooie vrouw                                           | 2012                  | -                     |                 |              | Nr. 19 in de Single Top 100                                                                                          |
| Dat ene moment                                                | 2013                  | -                     |                 |              | Nr. 22 in de Single Top 100                                                                                          |
| Wij dansen samen de bossa nova                                | 2013                  | 07-09-2013            | tip19           | -            | Nr. 11 in de Single Top 100                                                                                          |
| Vanaf vandaag                                                 | 2014                  | -                     |                 |              | met Peter Beense / Nr. 26 in de Single Top 100                                                                       |
| Vlinders                                                      | 2014                  | -                     |                 |              | met Antje Monteiro / Nr. 74 in de Single Top 100                                                                     |
| Ik droom van een kerstfeest                                   | 05-12-2014            | -                     |                 |              | Nr. 85 in de Single Top 100                                                                                          |
| Ik hou nog steeds van jou                                     | 2015                  | -                     |                 |              | Nr. 57 in de Single Top 100                                                                                          |
| Daar zijn vaders voor                                         | 2015                  | -                     |                 |              | |
| Blijf jij na deze kerst voorgoed bij mij                      | 2015                  | -                     |                 |              | |
| Wij met z'n twee                                              | 2016                  | -                     |                 |              | met Danny de Munk |
| Laat me lachen                                                | 2016                  | -                     |                 |              | |
| Zonder jou kan ik niet leven                                  | 2016                  | -                     |                 |              | Tevens als kerstversie uitgebracht                                                                                   |
| Muziek is ons leven                                           | 2017                  | -                     |                 |              | met Peter Beense en Frans Duijts als Echte Vrienden                                                                  |
| We zullen allemaal een keer naar boven gaan                   | 2017                  | -                     |                 |              | met Peter Beense en Frans Duijts als Echte Vrienden                                                                  |
| Oh Milena                                                     | 21-04-2017            | -                     |                 |              | |
| Let it snow                                                   | 2017                  | -                     |                 |              | |
| Samen zijn met kerstmis                                       | 2017                  | -                     |                 |              | |
| 100 jaar                                                      | 2018                  | -                     |                 |              | |
| Mijn Lieve Schat                                              | 21-06-2018            | -                     |                 |              | |
| Kerstmis is voor iedereen                                     | 2018                  | -                     |                 |              | |
| Het is weer weekend                                           | 2019                  | -                     |                 |              | Tevens als Goldliggers remix uitgebracht                                                                             |
| Liefde                                                        | 2019                  | -                     |                 |              | |
| Vrienden voor altijd                                          | 2019                  | -                     |                 |              | met Ferry de Lits |
| Kali - Outsiders remix                                        | 2019                  | 14-12-2019            | tip28*          |              | met Outsiders |
| Kerstmedley                                                   | 2019                  | -                     |                 |              | |
| Jij bent nu anders                                            | 2020                  | -                     |                 |              | |
| We komen terug                                                | 2020                  | -                     |                 |              | met Outsiders |
| Volare                                                        | 2020                  | -                     |                 |              | |
| Ik Wil Bij Je Zijn                                            | 2021                  | -                     |                 |              | |
| Oranje Team (Holland Hup)                                     | 2021                  | -                     |                 |              | |
| Als de Zomer Komt                                             | 2021                  | -                     |                 |              | |
| Wij Gaan Door                                                 | 2021                  | -                     |                 |              | |
| Wondervrouw                                                   | 2022                  | -                     |                 |              | |
| We dansen op de mambo                                         | 2022                  | -                     |                 |              | |
| Als jij kon voelen                                            | 2023                  | -                     |                 |              | |
| Kind van de zon en de wind                                    | 2023                  | -                     |                 |              | |
| Where is love                                                 | 2024                  | -                     |                 |              | met New Timeless |
| Waar blijf de zomer                                           | 2024                  | -                     |                 |              | |
| Juanita                                                       | 2024                  | -                     |                 |              | Hollandse Nieuwe bij Radio NL                                                                                        |

### Dvd's
| Dvd's met eventuele hitnoteringen in de Nederlandse Music Top 30 | Datum van verschijnen | Datum van binnenkomst | Hoogste positie | Aantal weken | Opmerkingen |
| ---------------------------------------------------------------- | --------------------- | --------------------- | --------------- | ------------ | ----------- |
| Kali - de videoclips                                             | 2010                  | 02-10-2010            | 12              | 6            |             |
| Als de nacht... in Macedonië                                     | 2013                  | 14-09-2013            | 4               | 16           |             |
| Samen... - Live in concert                                       | 2014                  | 29-11-2014            | 1(1wk)          | 34           | CD & DVD    |
| Emoties... in Portugal                                           | 2014                  | 26-08-2016            |                 |              | CD & DVD    |